# Забенко Олексій Іванович
Олексі́й Іва́нович Забенко — підполковник Збройних сил України.
Станом на березень 2017-го — заступник начальника відділення БСП, в/ч 3001 НГУ.

## Нагороди
19 липня 2014 року — за особисту мужність і героїзм, виявлені у захисті державного суверенітету та територіальної цілісності України, вірність військовій присязі під час російсько-української війни, відзначений — нагороджений орденом «За мужність» III ступеня.